# Pré de Madame Carle
Pour les articles homonymes, voir Carle.
Le pré de Madame Carle est un site naturel des Alpes françaises situé au cœur du massif des Écrins, au pied du mont Pelvoux, de la montagne des Agneaux, de la barre des Écrins et en aval des glaciers Noir et Blanc. L'endroit constitue l'une des portes d'entrée du parc national des Écrins et un lieu prisé par les randonneurs et alpinistes qui partent en direction des sommets et glaciers environnants.

## Géographie

### Topographie

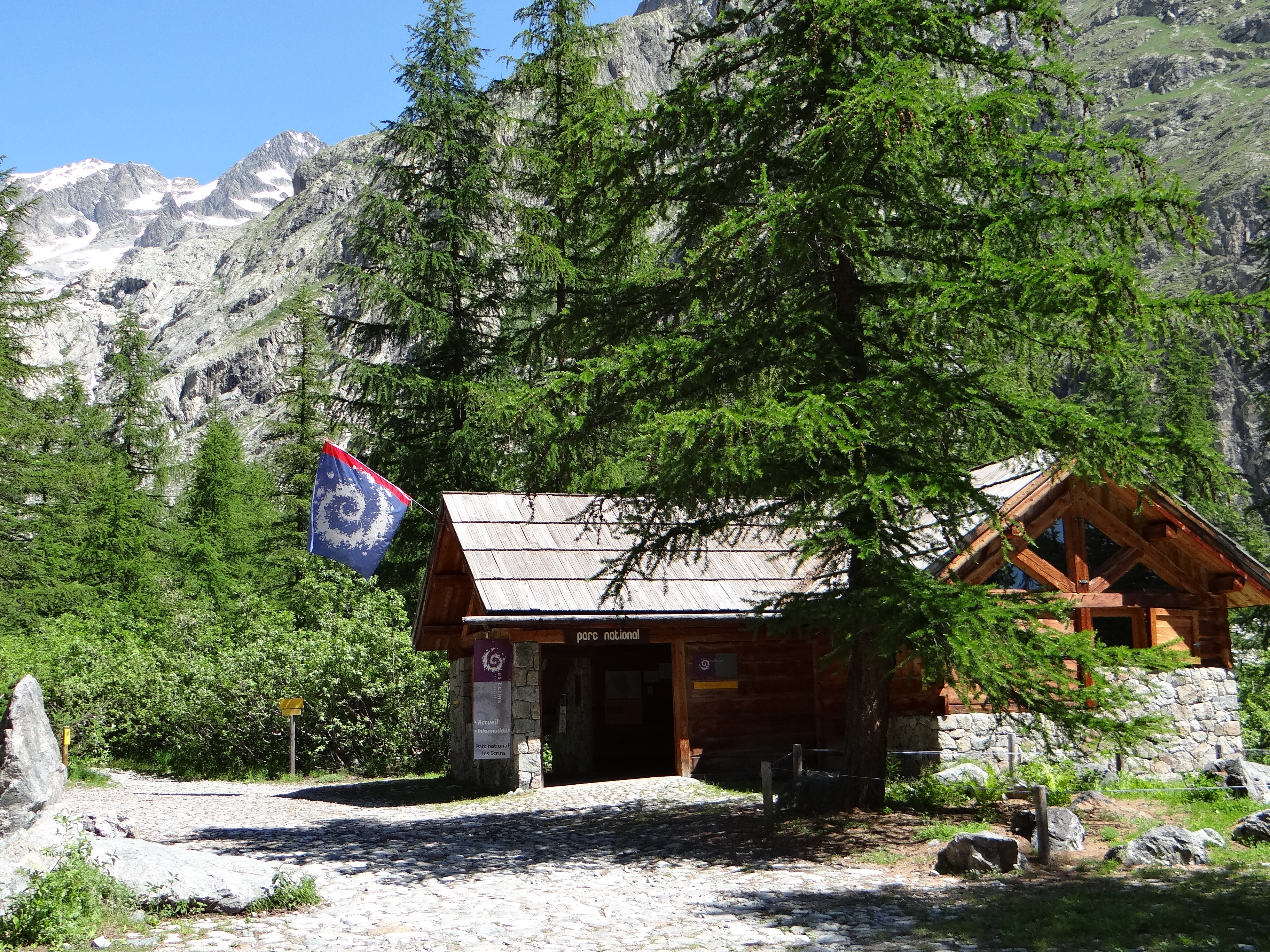
Vue de la maison du parc national des Écrins.

Le pré de Madame Carle forme un replat situé dans la partie haute de la vallée de la Vallouise entre une altitude de 1 845 mètres au pont du Ban et 1 900 mètres environ. Il est encadré au sud par les rochers du Grand Laus, qui constituent le bas de la paroi rocheuse du mont Pelvoux, et au nord par le flanc des pics des Pavéous et de Dormillouse. À l'ouest, la vallée se prolonge par le glacier Noir tandis qu'au sud-est elle descend vers le hameau d'Ailefroide avant de rejoindre beaucoup plus au sud la vallée de la Durance.
La route départementale 204t se termine au pré de Madame Carle en un grand parking et dessert une station météorologique, une maison du parc national, le refuge Cézanne affilié au CAF qui est ouvert et non gardé en hiver lorsque le chalet refuge du pré de Madame Carle est fermé[réf. nécessaire]. Le sentier de randonnée qui longe la route en traversant le pré se prolonge en remontant la vallée.
Le lieu est essentiellement minéral et sa seule végétation est représentée par quelques mélèzes regroupés en un bosquet au niveau du parking, accompagnés d'aulnes.
Le site est parcouru par de nombreuses divagations du torrent de Saint-Pierre qui se forme dans la partie haute du pré de Madame Carle par la confluence des torrents du glacier Blanc et du glacier Noir ; les différents bras se réunissent dans la partie basse du pré pour ne plus former qu'un seul courant en aval du pont du Ban.

### Géologie
Au Dryas, un maximum glaciaire permet aux glaciers Noir et Blanc de descendre plus en aval sur quelques centaines de mètres dans la vallée de la Vallouise. À leur retrait, leur moraine frontale située au niveau du pont du Ban constitue un barrage naturel qui retient en amont un lac proglaciaire. Celui-ci va se combler peu à peu par les matériaux charriés par les torrents glaciaires et constituer ainsi le pré de Madame Carle,.
Un site d'observation glaciologique est aménagé au niveau de la moraine terminale du glacier Noir, le long du sentier de randonnée qui remonte la vallée.

## Histoire

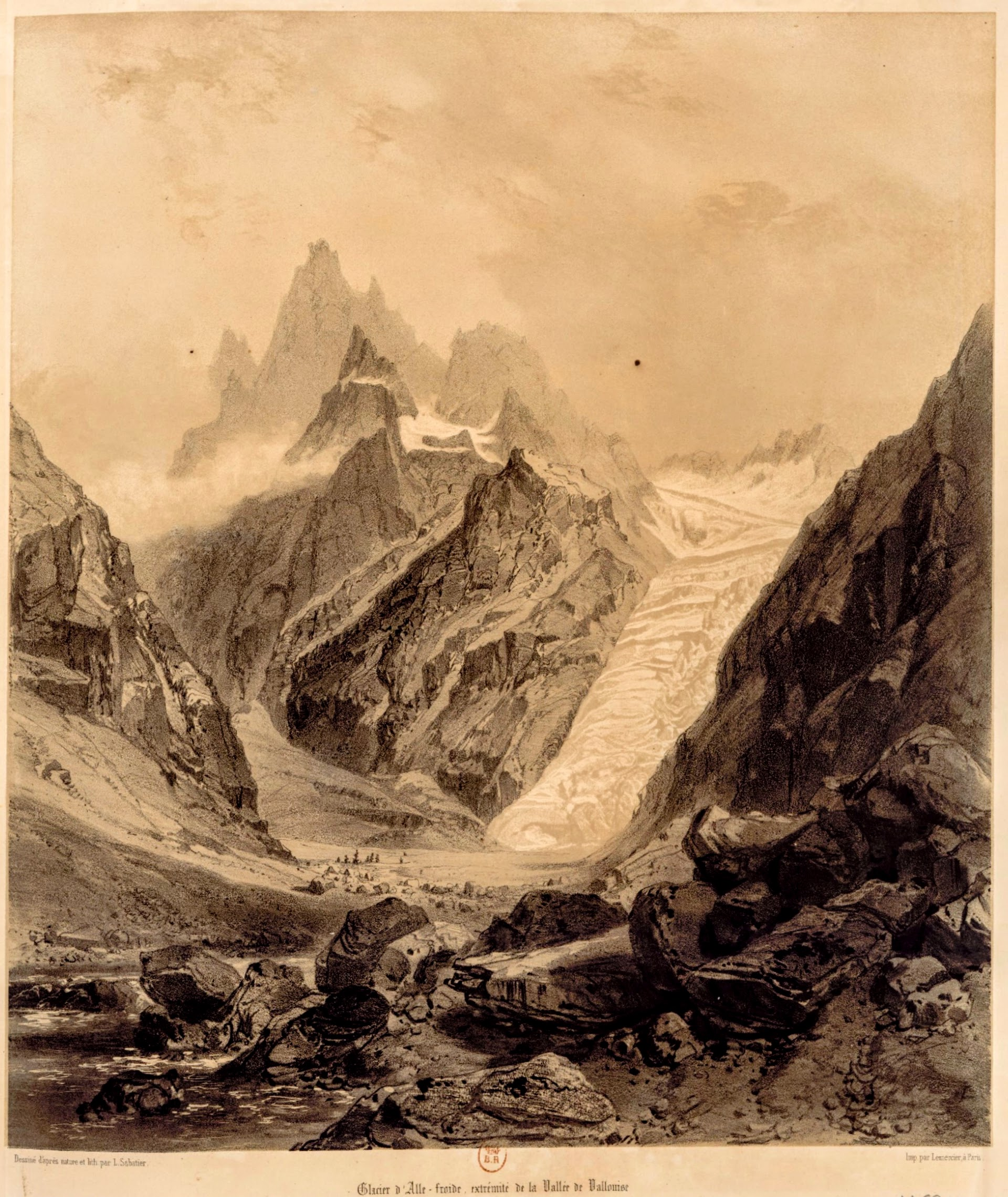
Le pré de Mme Carle vers 1870, avec la confluence des glaciers Noir et Blanc au pied de la barre des Écrins.

Lors de l'optimum climatique médiéval, le climat plus clément permet la formation d'un important alpage qui fut même habité,. Cette prairie est mentionnée en 1505 dans des biens donnés par Louis XII au président du parlement du Dauphiné, Geoffroy Carle, ; sa femme, qui hérite du lieu à la mort de son mari, est à l'origine du toponyme actuel,.
Au cours du petit âge glaciaire, les glaciers Blanc et Noir s'avancent jusqu'à la position actuelle des refuges. Les eaux de fonte rendent les terrains incultes et détrempés ; le lieu est alors nommé la Grande Sagne ce qui signifie le grand lieu humide.
Au retrait des glaces à partir de la fin du XIXe siècle, l'alpinisme et le tourisme montagnard prennent leur essor et les visiteurs commencent à se rendre sur place ; le refuge Cézanne est alors construit. La route carrossable tracée en 1934 permet aux randonneurs d'économiser plusieurs heures de marche depuis la partie basse de la vallée, contribuant à rendre le pré de Madame Carle encore plus populaire.
Cependant, le retrait des glaciers se poursuivant au cours des XXe et XXIe siècles, de nombreux matériaux sont libérés des glaces et, charriés par les torrents qui débordent, recouvrent régulièrement le site au cours des années 2010 et 2020, menaçant ainsi son accès et sa pérennité à cours terme sans intervention humaine,.